# Arnold Karplus
Arnold Karplus (* 24. Juni 1877 in Wigstadtl, Österreichisch-Schlesien, Österreich-Ungarn; † 17. Oktober 1943 in Caracas in Venezuela) war ein österreichischer Architekt.

## Leben
Karplus wurde als Sohn des Kaufmanns Benedikt Karplus geboren. Er besuchte die Staatsgewerbeschule in Troppau, studierte Architektur an den Technischen Hochschulen von Wien und Prag und wurde 1903 zum Doktor der Technik promoviert. Ab 1904 lebte Karplus in Wien, anfangs als Mitarbeiter im Atelier des Architekten Alexander Wielemans. Er beteiligte sich an einigen Wettbewerben und war hauptsächlich im Wohnhausbau aktiv.
1911 wurde Karplus als k.k. landesgerichtlicher Sachverständiger und Schätzmeister beeidet und wurde Baudirektor der Wiener Baugesellschaft, eine Funktion, die er bis zur Liquidation der Firma im Jahr 1927 innehatte. Im Ersten Weltkrieg war Karplus zuerst als Leutnant und dann als Hauptmann mit der Errichtung von militärischen Zweckbauten beauftragt. Arnold Karplus begann 1927 als freier Architekt. In den Jahren 1934 bis 1938 führte er eine Bürogemeinschaft mit seinem Sohn Gerhard Karplus.
1933–1938 wohnte er mit seiner Familie im 1910 von Adolf Loos für Lilly und Hugo Steiner gebauten Haus Steiner, Wien 13., St.-Veit-Gasse 10, im Bezirksteil Unter-St.-Veit. (Das Ehepaar Steiner war 1927 nach Paris übersiedelt.) Das Haus wird in Werken zur Wiener Architekturgeschichte immer wieder abgebildet.
Infolge des „Anschlusses“ Österreichs an Hitler-Deutschland kam seine Tochter Ruth von einem Besuch bei der Großmutter in Prag nicht mehr nach Wien zurück, sondern emigrierte nach New York. Sein Sohn Gerhard flüchtete 1938 ebenfalls in die Vereinigten Staaten, sein Sohn Hans nach Südamerika. Arnold Karplus, im Adressbuch 1939 an der Adresse 13., Auhofstraße 92, verzeichnet, und seine Frau Else folgten 1939 nach New York nach.

## Realisierungen
- 1927 bis 1928: Wohnhaus auf der Hohen Warte, Wien[1]
- 1928 bis 1929: Friedrich-Dittes-Hof in Wien-Döbling (19. Bezirk)
- 1937 bis 1938: Miethaus Am Modenapark 14 in Wien-Landstraße (3. Bezirk)

## Mitgliedschaften
- ab 1906: Österreichischer Ingenieur- und Architekten-Verein
- ab 1908: Zentralvereinigung der Architekten Österreichs
- ab 1920: Niederösterreichischer Gewerbeverein

## Schriften
- Über die Architektur der Burgen in den Ländern der böhmischen Krone, Dissertation, Prag 1903
- Neue Landhäuser und Villen in Österreich, Wien 1910
- mit Gerhard Karplus: in: Wiener Architekten. Eine Auswahl von Entwürfen und ausgeführten Bauten, Elbmühl-Verlag Wien / Leipzig 1935. DNB 579104427